# Panulia vulsipennis
Panulia vulsipennis là một loài bướm đêm trong họ Geometridae.